# Podhumlje
Podhumlje – wieś w Chorwacji, w żupanii splicko-dalmatyńskiej, w mieście Komiža. W 2011 roku liczyła 32 mieszkańców.